# Euphorbia simulans
Euphorbia simulans là một loài thực vật có hoa trong họ Đại kích. Loài này được (L.C.Wheeler) Warnock & M.C.Johnst. mô tả khoa học đầu tiên năm 1960.